# Faye Kellerman
Faye Kellerman, geborene Faye Marder (* 31. Juli 1952 in St. Louis, Missouri), ist eine US-amerikanische Schriftstellerin, die hauptsächlich Kriminalromane schreibt.

## Leben
Faye Kellerman hat Studienabschlüsse (Bachelor) in Mathematik und Zahnmedizin an der UCLA erworben, in diesen Berufen aber nicht gearbeitet. Sie ist seit 1972 mit dem Psychologen und Bestsellerautor Jonathan Kellerman verheiratet und lebt heute mit ihrem Mann und ihren vier Kindern in Los Angeles. Faye Kellerman ist bekennende orthodoxe Jüdin.
Ihre meisten Romane behandeln Kriminalfälle, die der in Kalifornien lebende Kommissar Peter Decker (in den jüngeren Romanen gemeinsam mit seiner zweiten Frau Rina Lazarus, neuerdings auch mit seiner Tochter Cindy) zu lösen versucht; diese Fälle spielen fast immer im amerikanisch-jüdischen Milieu. Peter Decker ist ein als Baptist aufgewachsener Polizist, der, nachdem er bei einem Fall eine orthodoxe Jüdin kennenlernt, zu seinen eigenen jüdischen Wurzeln zurückkehrt und gesetzestreu lebender Jude wird, ganz wie seine Schöpferin.
Mit Straight into Darkness (deutsch: Und da war Finsternis) änderte sich das Szenario: In diesem Buch geht es um einen Mordfall im München der 1920er Jahre, also dem Umfeld des Aufstiegs des Nationalsozialismus.
Im Jahr 2004 hat Faye Kellerman erstmals auch gemeinsam mit ihrem Mann zwei Krimis geschrieben, die in einem Buch (Double homicide: Santa Fé und Double homicide: Boston) erschienen sind. Seit 2006 veröffentlicht ihr Sohn Jesse ebenfalls seine Romane (Sunstroke, Trouble, The Genius u.w.) und Drehbücher. Ihre Tochter Aliza ist ebenfalls Autorin.
Laut Angabe ihres deutschen Verlegers haben sich Faye Kellermans Titel weltweit in über zwanzig Millionen Exemplaren verkauft.

## Bibliographie
- (1986) Denn rein soll deine Seele sein (The Ritual Bath) anderer deutscher Titel: geh nicht in die Mikwe
- (1987) Das Hohelied des Todes (Sacred and Profane)
- (1989) Becca (The Quality of Mercy) *
- (1990) Abschied von Eden. Btb, München 1997 (Milk and Honey, 1990)
- (1991) Tag der Buße. Btb, München 1997, ISBN 3-442-72166-0 (Day of Atonement, 1991)
- (1992) Du sollst nicht lügen. Btb, München 1998, ISBN 3-442-72407-4 (False Prophet, 1992)
- (1993) Die reinen Herzens sind. Btb, München 1999, ISBN 3-442-72461-9 (Grievous Sin, 1993)
- (1994) Weder Tag noch Stunde. Btb, München 2000, ISBN 3-442-72459-7 (Sanctuary, 1994)
- (1995) Doch jeder tötet, was er liebt. Btb, München 2000, ISBN 3-442-72462-7 (Justice, 1995)
- (1996) Totengebet. Btb, München 2001, ISBN 3-442-72560-7 (Prayers for the Dead, 1996)
- (1997) Der Schlange List. Btb, München 2001, ISBN 3-442-72604-2 (Serpent´s Tooth)
- (1998) Denn verschwiegen ist die Nacht (Moon Music) *
- (1999) Der wird Euch mit Feuer taufen (Jupiter´s Bones)
- (2000) Die Rache ist dein. Eichborn, Frankfurt am Main 2001, ISBN 3-8218-0831-4 (The stalker)
- (2001) Der Väter Fluch. Btb, München 2004, ISBN 3-442-73125-9 (The Forgotten, 2001)
- (2002) Die Schwingen des Todes. Btb, München 2005, ISBN 3-442-73272-7 (Stone Kiss, 2002)
- (2003) Und der Herr sei Ihnen gnädig (Street Dreams)
- (2004) Double Homicide (gemeinsam mit Jonathan Kellerman) *
- (2005) Und da war Finsternis (Straight into Darkness) *
- (2008) Mord im Garten Eden (The Garden of Eden and Other Criminal Delights) 17 Kurzgeschichten (gemeinsam mit Jonathan Kellerman)
- (2008) Habgier (The Burnt House)
- (2009) Arglist (The Mercedes Coffin) anderer englischer Titel: Cold Case
- (2010) Missgunst (Blindman’s Bluff)
- (2010) Wollust (Hangman)
- (2011) Teuflische Freunde (Gun games/Blood games)
- (2013) The Beast (deutsch: Und Angst wird dich erfüllen. Ein Decker/Lazarus-Krimi. Btb, München 2015, ISBN 978-3-442-74807-5).
- (2015) Wohin die Gier dich treibt (Murder 101), deutsche Ausgabe erschienen 8. März 2016
- (2017) Am Anfang war dein Ende. HarperCollins, Hamburg 2017, ISBN 978-3-95967-061-6 (The Theory of Death, 2016).
- (2018) Dein Tod komme. HarperCollins, Hamburg 2018, ISBN 978-3-95967-173-6 (Bone Box, 2018).
- (2022) Im Leben wie im Tod, dt. von Mirga Nekvedavicius. HarperCollins, Hamburg 2022, ISBN 978-3-7499-0257-6

* gehört nicht zu der Reihe um Kommissar Peter Decker